# ABA Liga Best Defensive Player
L'ABA Liga Best Defensive Player è il riconoscimento conferito annualmente dalla ABA Liga al miglior difensore della stagione. È stato istituito nel 2021.

## Vincitori
| Stagione  | Nazionalità | Giocatore        | Squadra      |
| --------- | ----------- | ---------------- | ------------ |
| 2020-2021 | Serbia      | Branko Lazić     | Stella Rossa |
| 2021-2022 | Serbia      | Branko Lazić (2) | Stella Rossa |
| 2022-2023 | Francia     | Mathias Lessort  | Partizan     |
| 2023-2024 | Serbia      | Branko Lazić (3) | Stella Rossa |
| 2024-2025 | Germania    | Isaac Bonga      | Partizan     |